# Gymnosporia arenicola
Gymnosporia arenicola là một loài thực vật có hoa trong họ Dây gối. Loài này được Jordaan mô tả khoa học đầu tiên năm 1999.